# Alena Neŭmjarzjytskaja
Alena Daniljuk-Neŭmjarzjytskaja (belarusiska: Алена Данілюк-Неўмяржыцкая), född den 27 juli 1980, är en belarusisk friidrottare som tävlar på 100- och 200 meter. 
Neŭmjarzjytskajas största meriter är att hon ingick i det belarusiska stafettlag på 4 x 100 meter som tog brons vid VM 2005 och vid EM 2006.

## Personliga rekord
- 100 meter - 11,24
- 200 meter - 22,99